# Oxalis stellata
Oxalis stellata är en harsyreväxtart som beskrevs av Eckl. & Zeyh.. Oxalis stellata ingår i släktet oxalisar, och familjen harsyreväxter. Inga underarter finns listade i Catalogue of Life.